# Martin Albrechtsen
Martin Albrechtsen, né le 30 mars 1980 à Værløse (Danemark), est un footballeur danois. Il peut jouer à toutes les positions de défenseur. Il compte quatre sélections dans l'équipe nationale du Danemark.

## Parcours en club
- 1998-2002 : AB Copenhague -  Danemark
- 2002-2004 : FC Copenhague -  Danemark
- 2004-2008 : West Bromwich Albion -  Angleterre
- 2008-2009 : Derby County -  Angleterre
- 2009-2012 : FC Midtjylland -  Danemark
- 2012-déc.2016 : Brøndby IF -  Danemark
- Depuis janv.2017 : AC Horsens -  Danemark

## Sélection du Danemark
Martin Albrechtsen fait ses débuts en sélection lors d'un match amical gagné (3-0) le 25 avril 2001 contre la Slovénie à Copenhague.
Le 2 avril 2003, il participe à son premier match officiel contre la Bosnie-Herzégovine. Le Danemark s'incline à domicile (0-2) et Albrechtsen perd sa place dans le groupe à la suite de sa mauvaise prestation.
Le 15 novembre 2006, il fait son retour en sélection en rentrant en cours de jeu lors d'un match amical à Prague face à la République tchèque, match qui se termine sur un score nul (1-1). C'est à ce jour sa dernière sélection.

## Palmarès
AB Copenhague
- Vainqueur de la Coupe du Danemark (1) : 1999

 FC Copenhague
- Champion du Danemark (2) : 2003, 2004
- Vainqueur de la Coupe du Danemark (1) : 2004

 W.B.A.
- Vainqueur de la FL Championship (1) : 2008